# Konstantin Alexandrovič Vereckij
Svatý Konstantin Alexandrovič Vereckij (21. květnajul./ 2. června 1874greg., Petrovskoje – 10. únorajul./ 23. února 1918greg., Rostov) byl ruský jerej ruské pravoslavné církve a mučedník.

## Život
Narodil se 21. května 1874 v obci Petrovskoje v Jekatěrinoslavské gubernii. Byl synem kněze Alexandra Vereckého. Brzy po jeho narození jej jeho matka vzala do Taganrogu, kde žil spravedlivý Pavel, později svatořečený. Ten malému chlapci požehnal. Rodina měla mnoho dětí. Jejich otec své syny Alexandra, Jana a Konstantina vychoval v lásce k Bohu a bližním.
Roku 1898 absolvoval kurz na Jekatěrinoslavském duchovním semináři. Poté se stal učitelem farních škol jekatěrinoslavské eparchie.
Roku 1900 se stal vedoucím učitelem železniční školy u stanice Jasinovataja a také zde vyučoval Zákon Boží. Roku 1907 se stal učitelem Fovického gymnázia. Následně působil v několika institucích v Oděse.
Často jezdil do Rostova, kde se seznámil s Jevlampijí Ivanovnou Orlovou. Její otec byl vlivný účetní a velmi bohatý člověk. Dne 26. srpna 1911 se v chrámu Kazaňské ikony Matky Boží v Rostově oženil s Jevlampijí.
Dne 21. listopadu 1911 byl rukopoložen na diakona a 28. listopadu na jereje. Stal se knězem chrámu Svaté Trojice ve vesnici Jejskoje Ukreplenje. Současně byl jmenován učitelem Jejského národního učiliště.
Rodiče Jevlapije se obávali odloučení od své dcery, která se se svým manželem nacházela v daleké gubernii. Její otec využil svůj vliv a tím že dobře znal biskupa Simeona, dosáhl jeho převedení do Rostova, kde se stal třetím knězem hřbitovního chrámu Všech svatých. Oficiální jmenování proběhlo 18. června 1913.
Farníci chrámu Všech svatých byli bohatí lidé. Farnost zahrnovala 500 domácností a 3887 farníků. Kázání otce Konstantina začala přitahovat více lidí, někdy prostorný chrám stěží pojal ty, kdo se chtěli zúčastnit bohoslužby. Představený chrámu otec Ioann Žeželenko nejprve cítil vůči novému knězi určitou žárlivost, ale otec Konstantin měl takovou lásku k lidem, že se s ním postupně smířil.
Během krátké doby se otci Konstantinovi podařilo v chrámu vytvořit skutečnou pravoslavnou komunitu. Chrám Všech svatých měl vynikající knihovnu. Sám otec Konstantin rád četl a učil své farníky číst.
V chrámu bylo organizováno pravoslavné bratrstvo, které poskytovalo pomoc potřebným. Lidé mohli k otci Konstantinovi kdykoli přijít se svým smutkem i radostí a nikdo ho neopouštěli bez útěchy, praktických rad či pomoci.
Když zemřel jeho bratr kněz Ioann, přenechal své čtyři děti otci Konstantinovi, který si je adoptoval. Děti otce Konstantina velmi milovali. Rodina Vereckých žila v Šesté ulici nedaleko chrámu Všech svatých, dnes ulice Varfolomejova č. domu 182. V tomto domě žila také vdova jeho bratra, její otec a dvě tety. S Jevlampijí měl také vlastní dceru Jelenu, která se narodila 1. března 1914.
Když začala První světová válka, v jeho kázání zaznělo že na Rusko byla seslána obrovská a těžká zkouška. Farníci sbírali pomoc pro potřeby ruské armády, navštěvovali raněné, kteří se léčili v rostovských nemocnicích.
Když došlo k bolševickému převratu, tuto skutečnost ve svých kázáních označil trestem pro celý pravoslavný lid. Otec Konstantin řekl, že bolševici zničí nejen církev ale budou ničit a drancovat hřbitovy, děti si budou hrát s lebkami na zničených hrobech a mramorem z náhrobků ozdobí pomníky revolucionářů.
Když na Donu začala Ruská občanská válka, neohroženě odsoudil tzv. „nový pořádek“ a předpověděl k čemu to může vést. Ženy v jeho domě ve strachu o něj a o děti ho prosily, aby nečetl kázání tak horlivě a nebojácně. Otec Konstantin ale ponaučil svou rodinu, že Boží vůle je pro něj nade vše, že dokáže snést všechno, jen ne pošlapávání víry a zradu cara.
Dne 9. února 1918 opustili Rostov Bělogvardějci a zahájili zoufalý „ledový pochod“ na Kubáň. Do Rostova vstoupila socialistická armáda pod vedením Rudolfa Ferdinandoviče Siverse.
V sobotu 10. února se jako obvykle chystal do chrámu. Toho dne jej manželka žádala aby zůstal doma, jelikož jejich dcera stále plakala. Otec Konstantin ji však řekl že bohoslužbu slíbil a nesmí zklamat své farníky. Rudé oddíly vstoupili do města ze západu, ze strany řeky Těmernik. Jeden z prvních chrámů na jejich cestě byl i chrám Všech svatých. Když do chrámu vtrhli opilí námořníci a krasnogvardějeci, otec Konstantin se nacházel u oltáře. Podařilo se mu přijat eucharistii a tiše vyšel k nezvaným hostům. Násilím byl vyřazen z chrámu k plotu. Otci Konstantinovi se podařilo odtáhnout a postavil se před své vrahy. Klidně se na ně díval a mlčel. Jeho mlčení v nich vyvolalo nerozhodnost. Najednou někdo vystřelil z revolveru a otec padl na zem, ostatní na otce začali také střílet. Ženy, které se nacházeli v chrámu, běželi k rodině Vereckých povědět jim co se stalo.
Existuje verze podle které byl otec odveden přímo ze svého bytu od jídelního stolu a odvezen na okraj Novoje Poselenje a zde byl zastřelen. Tělo bylo odvezeno do nemocnice a poté předáno církevní radě.
Kněz byl pohřben poblíž chrámu Všech svatých. Již v květnu 1918 bylo rozhodnuto postavit na místě jeho mučednické smrti pomník-kapli. Hřbitov, kde byl otec Konstantin pohřben, byl těsně před válkou uzavřen a samotný chrám byl v roce 1966 vyhozen do povětří. Po zničení chrámu začalo barbarské ničení hřbitova a hroby byly srovnány se zemí buldozery.
Vzpomínka na zavražděného kněze se však mezi lidmi zachovala. V chrámu Všech svatých se každoročně v den úmrtí otce Konstantina konaly vzpomínkové bohoslužby a vzpomínkové akce věnované jeho životu a mučednické smrti.

## Kanonizace
Dne 15. října 2018 jej Ruská pravoslavná církev svatořečila jako mučedníka a byl zařazen mezi Sbor všech novomučedníků a vyznavačů ruských.
Jeho svátek je připomínán 23. února (10. února – juliánský kalendář).